# François Mansart
Pour les articles homonymes, voir Mansart.
François Mansart, né le 23 janvier 1598 à Paris et mort le 23 septembre 1666 dans la même ville, paroisse Saint-Paul, est un architecte français.
Il est considéré comme le principal précurseur de l’architecture classique en France.

## Biographie
Né dans le faubourg Saint-Victor, il est le fils d’Absalon Mansart, maître charpentier au service du roi, et de Michelle Le Roy, elle-même issue d’une famille d'architectes et d'ingénieurs dont Philibert Le Roy, l'architecte du Versailles de Louis XIII. Il est le quatrième de sept enfants. Son père meurt en 1610 alors qu’il n’est âgé que de 12 ans.

### Formation
De 1612 à 1617, il fut sculpteur et architecte de la ville de Rennes. C'est à cette occasion qu'il rencontra Salomon de Brosse et Charles du Ry (de). De 1618 à 1621, représentant son oncle Marcel Le Roy, il mena les travaux de reconstruction du Pont-Neuf de Toulouse sur les plans de Jacques Lemercier. En 1621, il partit en Normandie pour accomplir une mission semblable sur le pont de Rouen.
Son oncle lui laissa une totale autonomie, ces constructions marquèrent l'achèvement de sa formation,.
Mansart n'eut pas l'occasion d'aller en Italie, car il ne pouvait pas interrompre son activité. Il apprit l'architecture grâce à sa vaste bibliothèque qui lui fit connaître l'architecture française du XVIe siècle et l'architecture italienne.

### Carrière
Sa première réalisation notable est la façade de l'église des Feuillants, dont il fournit le dessin en 1623. Cette composition, qui rencontre un certain succès en son temps, est très inspirée de l'église Saint-Gervais-Saint-Protais (1616) de Salomon de Brosse,. La même année, il participe à la rénovation du château de Berny. Cette rénovation plaît à Jean de Choisy, chancelier du duc d'Orléans, qui décide de lui confier la construction du château de Balleroy en 1631. Ce château présente déjà toutes les particularités du style de Mansart : les volumes sont pyramidants, les toits sont écrêtés et coiffés de lanternons et l'escalier est suspendu grâce à une importante maîtrise de la stéréotomie. Cette composition reprend le plan du château du Plessis-Belleville (1628) qu'il avait réalisé. Il reprend également le même système d'escalier en pierre de taille logé dans un pavillon central. De plus, il crée ici une terrasse côté cour et côté jardin, ce qui ouvre le château sur le jardin ; cette formule est très souvent reprise par la suite. En 1634, Gaston d'Orléans décide de faire appel à lui pour créer un nouveau château de Blois, dont seulement une partie a été réalisée (il s'agit de l'actuelle aile Gaston d'Orléans). C'est un projet colossal, abandonné en 1638, à la naissance du futur roi Louis XIV, car Gaston d'Orléans cesse dès lors d'être l'héritier du trône. Ici aussi, il emploie des toits écrêtés et réalise une composition pyramidante. En 1641, René de Longueil fait construire son château de Maisons par Mansart, qui reprend de nombreux éléments du château de Balleroy et qui devient un véritable modèle pour l'architecture ultérieure, comme l'indique Jacques-François Blondel dans son Cours d'Architecture (1771). Il établit véritablement la renommée de l'architecte, qui se distingue aussi par les frais de construction qu'il occasionne ; en effet, il n'hésite pas à détruire ce qu'il juge mal construit pour le reconstruire ensuite. C'est ainsi qu'après avoir construit une aile du château de Maisons, il la fait détruire et reconstruire pour obtenir un résultat le satisfaisant. L'arrestation de René de Longueil fait suspendre les travaux, qui reprennent en 1658. Finalement, alors que ses constructions sont très appréciées, le chantier du Val-de-Grâce, qui lui avait été confié en 1645, lui est repris et donné à Jacques Lemercier en raison des frais que ses exigences engendraient.

### Fin de vie

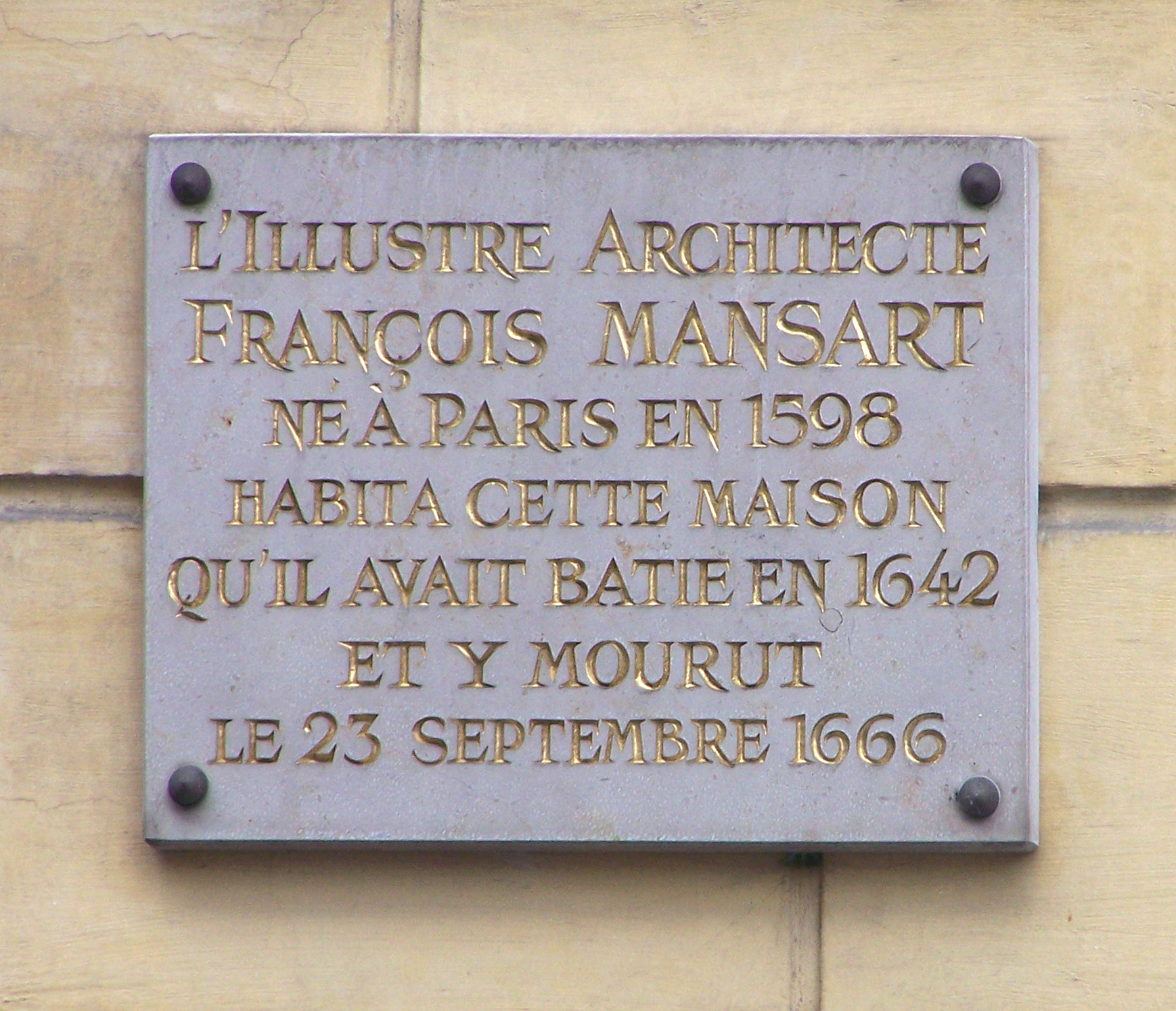
Plaque commémorative au n°5 rue Payenne.

À sa mort, de maladie, au 5 rue Payenne à Paris, où il avait toujours vécu, François Mansart a été inhumé à Saint-Paul.
Il ne s’était pas marié et n’eut pas d’enfants.

## Œuvres
François Mansart est crédité des réalisations suivantes :

### Châteaux et palais
- 1623-1627 : Château de Berny
- 1627-1628 : Château de Pamfou

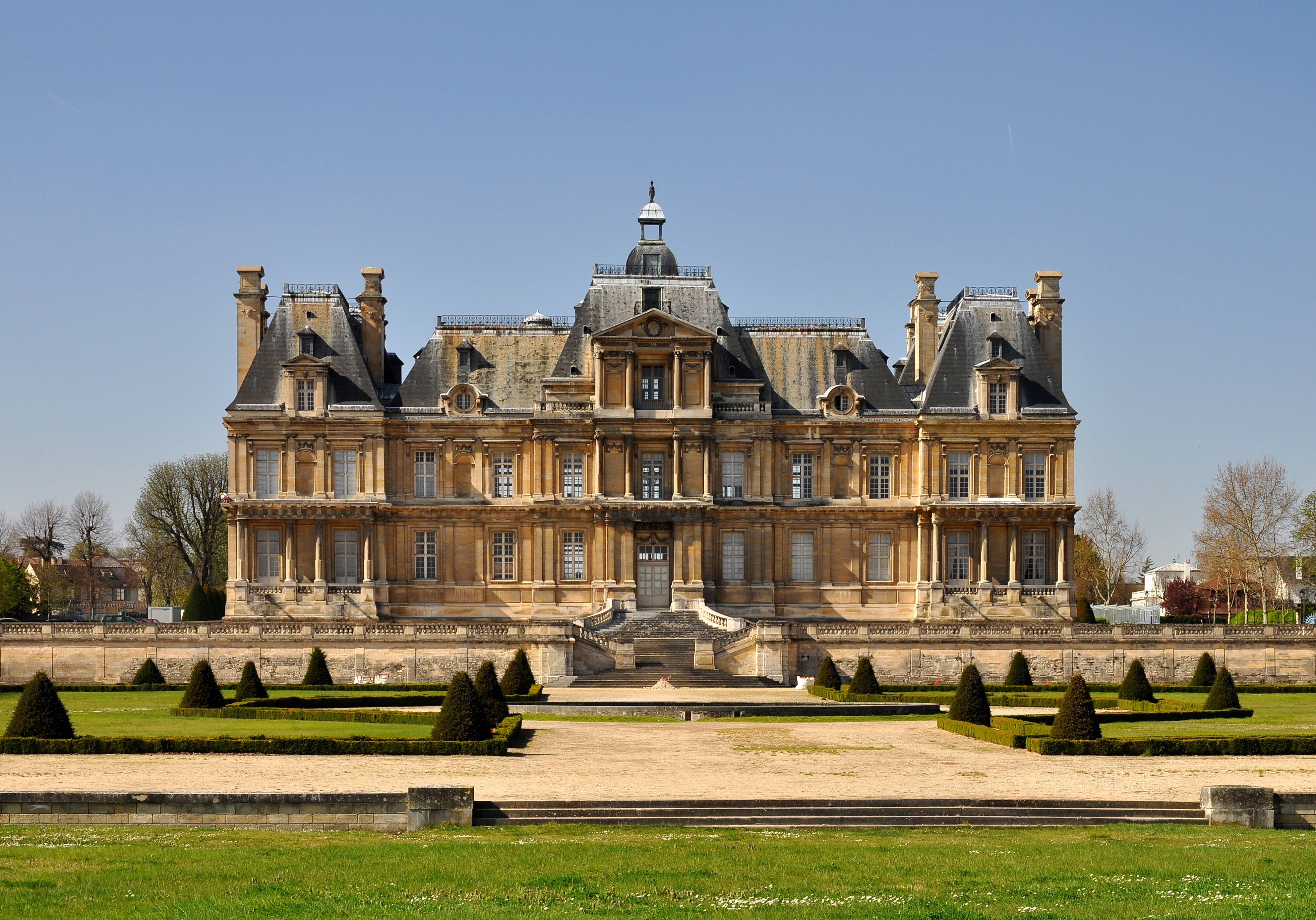
Le château de Maisons-Laffitte, souvent considéré comme le grand œuvre de Mansart.

- 1628-1630 / 1655-1656 : Château du Plessis-Belleville
- 1631 : Château de Balleroy
- 1631-1632 : Château de Montrouge
- 1631-1649 : Château de Coulommiers en Brie (parachèvement)
- 1633-1662 : Château de Pontchartrain
- 1633-1647 : château du Tremblay sur Mauldre
- 1635-1638 : Aile Gaston d’Orléans du château de Blois, construite pour Gaston d’Orléans et qui servira de modèle pour le Palais du Luxembourg
- 1638-1651 : Château de Limours (avant-cour et jardins)
- 1639-1642 : Château de Chambord (travaux pour Gaston d'Orléans)
- 1642-1643 : Château du Haut-Fontenay à Fontenay-le-Fleury
- 1641-1650 / 1658-1660 : Château de Maisons-Laffitte, reconnu comme le chef-d’œuvre de Mansart et un modèle d’architecture classique, copié dans toute l’Europe
- 1644-1645 : Galerie Mazarine de l'actuelle Bibliothèque nationale, site Richelieu
- 1644-1666 : Château de Fresnes
- 1646-1648 : Château de Petit-Bourg (jardins)
- 1648-1652 : Hôtel de Guénégaud (Paris, rive gauche)
- 1656-1659 : Château de la Ferté à Reuilly
- vers 1660 : Château de Gesvres à Crouy-sur-Ourcq[11]
- vers 1660 : Château de Soisy
- Premiers plans (repris par Hardouin-Mansart) du château de Pomponne[12]
- Plusieurs projets inachevés pour l'aménagement du palais du Louvre , dont une nouvelle façade orientale (1664-1666)[13]
- Château de Guiry, à Guiry-en-Vexin, achevé en 1665.
- Château de Villette à Condécourt, achevé vers 1669 par son neveu, Jules Hardouin-Mansart.

### Édifices religieux

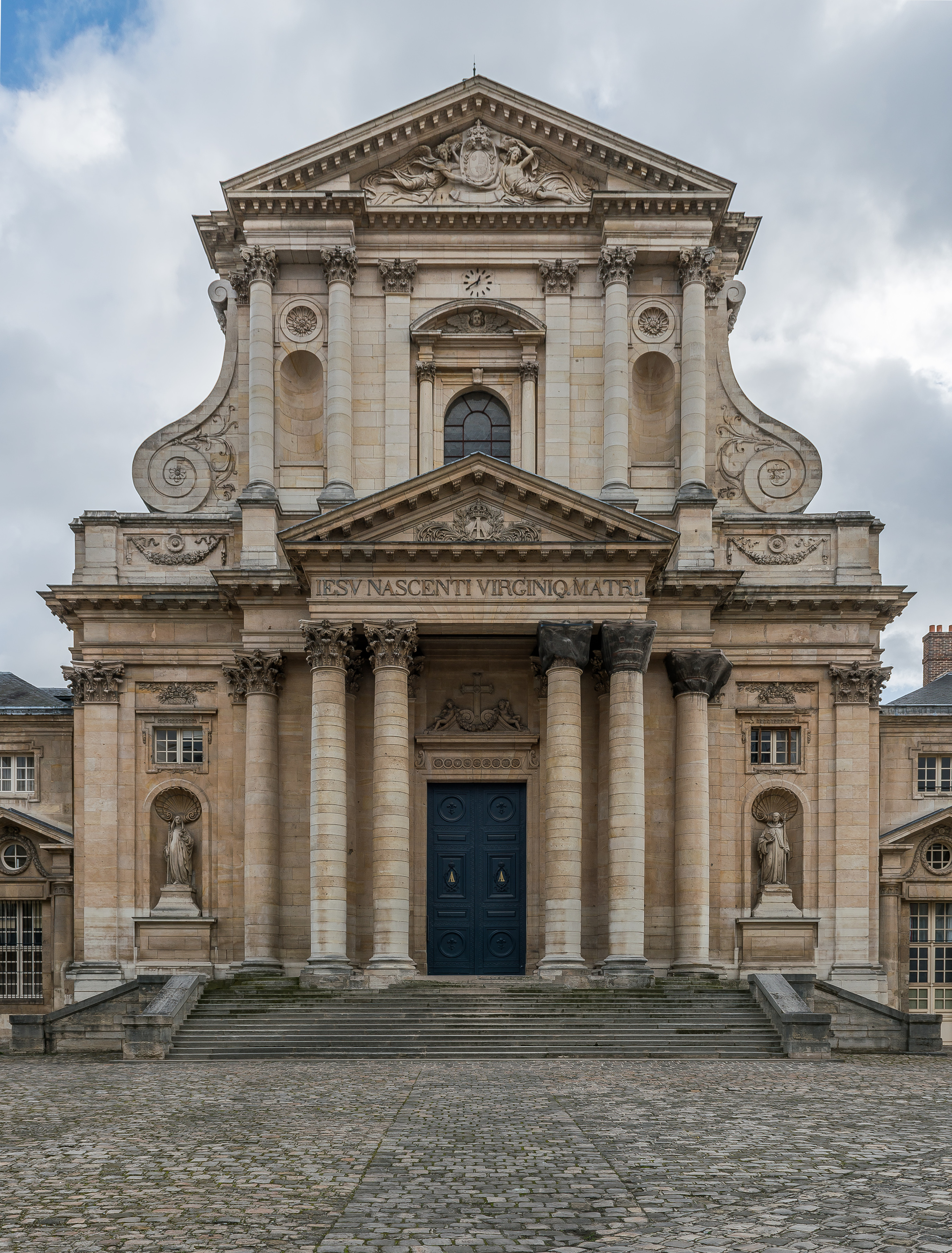
Église Notre-Dame du Val-de-Grâce, Paris.

- 1623-1625 : Façade de l'église du couvent des Feuillants de Paris
- 1632-1634 : Temple du Marais (ancienne chapelle du couvent de la Visitation Sainte-Marie), à Paris. Sa construction a été assurée par l’entrepreneur maître-maçon Michel Villedo
- 1632-1637 : La Visitation du Faubourg Saint-Jacques
- 1645-1646 : Église Notre-Dame du Val-de-Grâce, à Paris
- 1657-1665 : "portail" de l'église des Minimes

### Hôtels particuliers et maisons

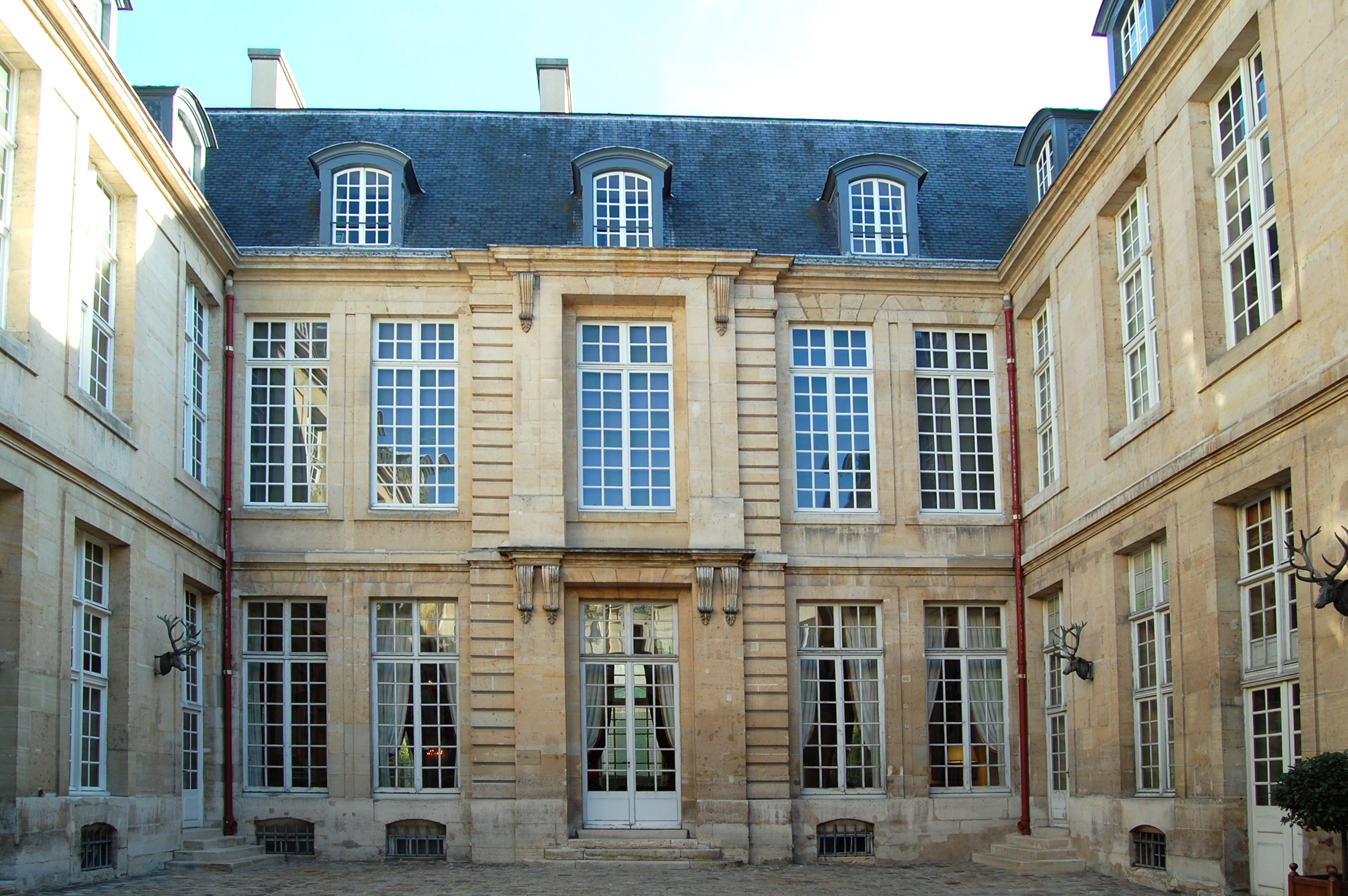
L'Hôtel de Guénégaud, seul hôtel particulier de Mansart demeuré intact.

- L'Hôtel de Guénégaud, seul hôtel particulier de Mansart demeuré intact[14].1631-1632 : Hôtel de Montmorency, rue Sainte-Avoye
- 1635-1650 : Hôtel de la Vrillière "renommé" Hôtel de Toulouse, siège actuel de la Banque de France (1635), et sa Galerie dorée, pour Louis Ier Phélypeaux à Paris
- 1642-1643 : Hôtel de Chavigny, rue du Roi-de-Sicile
- 1642 : La maison de Mansart, rue Payenne
- 1644 : Hôtel de Blérancourt, place Royale
- 1648 : Hôtel de Jars, rue de Richelieu
- après 1648 - vers 1660 : Hôtel de Guénégaud du Plessis
- 1651-1653 : Hôtel de Guénégaud, rue des Archives à Paris
- avant 1651-1665 : Hôtel de Condé au faubourg Saint-Germain
- avant 1652 : Hôtel dit de Châteauneuf, rue Coquillière, Paris
- 1653-1658 : Hôtel de La Bazinière, quai Malaquais
- 1660-1661 : Hôtel Carnavalet, surélévation de trois ailes de l'hôtel du XVIe siècle et création d'un escalier (v. 1650)
- 1660-1664 : Maison de La Bazinière à Issy

### Autels
- 1624-1628 : Autel de Saint-Martin-des-Champs
- 1628 : Autel de la Vierge dans la cathédrale Notre-Dame de Paris

### Monuments funéraires
- 1655-1657 : Tombeau de Nicolas de Bailleul
- 1656 : Tombeau des L'Aubespine
- 1664-1665 : Mausolée des Bourbons à Saint-Denis (projet)

## Postérité
François Mansart était un architecte français connu pour la noblesse et la majesté de son architecture. Il s’efforçait de perfectionner les modèles de l’Antiquité et avait un profil précis et correct. Il était également doué pour concevoir la distribution générale d’un plan. Cependant, certains lui ont reproché d’être tombé dans la pesanteur en s’éloignant de l’élégance et de la grâce caractéristiques du siècle de François Ier et en exagérant la noblesse et la dignité pour donner plus de grandeur à ses édifices. Malgré cela, il avait un esprit solide, une imagination féconde, le sentiment du beau et une aversion pour le mauvais goût. Il était également modeste et souvent insatisfait de ses dessins, même lorsqu’ils étaient appréciés par les connaisseurs.
La plupart des nombreux édifices érigés par Mansart ont presque tous disparu et ne sont connus que par les gravures ou par une liste laissée par Charles Perrault. Aujourd’hui, pour apprécier le talent de François Mansart, il ne reste plus que le château de Maisons-Laffitte, gravé en sept planches par Mariette, la façade restaurée de l’hôtel Carnavalet à Paris, le temple protestant du Marais et l’hôtel de Guénégaud.
Mansart a popularisé l’usage des mansardes. Les mansardes sont des fenêtres en saillie sur un toit en pente qui permettent d’aménager des pièces sous les combles. Elles sont souvent associées à l’architecture française du XVIIe siècle.
François Mansart a vécu au XVIIe siècle (1598-1666) et est considéré comme l’un des plus grands architectes français. Il préfigure les générations suivantes du classicisme marquées par les architectes Louis Le Vau, Claude Perrault et Jules Hardouin-Mansart.